# Jaime Penedo
Jaime Manuel Penedo Cano (Panama, 26 settembre 1981) è un ex calciatore panamense, di ruolo portiere.

## Carriera

### Club
Ha iniziato la sua carriera nell'Arabe Unido, squadra panamense, nel 2003, per la quale ha giocato fino al 2005, anno in cui è stato acquistato dal Cagliari. Nella squadra sarda è addirittura il quinto portiere dietro ad Antonio Chimenti, Andrea Campagnolo, l'uruguagio Fabián Carini e il primavera Simone Aresti, e come se non bastasse il suo trasferimento è stato molto controverso con un giallo dovuto al fatto che non si fosse presentato in Sardegna, tardando il proprio trasferimento dall'estate al gennaio 2006, tanto che dopo 2 mesi, dopo aver fallito un provino con il Celta Vigo, si è trasferito sempre in Spagna all'Osasuna, squadra in cui ha nuovamente militato come portiere di riserva, giocando solamente con la squadra B e mai con la prima.
Nel 2006, dopo 1 anno non fortunato in Europa, torna all'Arabe Unido.
Nel 2007 si trasferisce al CSD Municipal, in Guatemala.
Il 24 gennaio 2019 ha annunciato il suo ritiro dal calcio.

### Nazionale
Esordisce in nazionale nel 2003. Viene premiato miglior portiere della CONCACAF Gold Cup 2013.
Viene convocato per la Copa América Centenario del 2016, e successivamente per i Mondiali 2018. Dopo il mondiale in Russia ha lasciato la nazionale.

## Statistiche

### Cronologia presenze e reti in nazionale
| Cronologia completa delle presenze e delle reti in nazionale ― Panama | Cronologia completa delle presenze e delle reti in nazionale ― Panama | Cronologia completa delle presenze e delle reti in nazionale ― Panama | Cronologia completa delle presenze e delle reti in nazionale ― Panama | Cronologia completa delle presenze e delle reti in nazionale ― Panama | Cronologia completa delle presenze e delle reti in nazionale ― Panama | Cronologia completa delle presenze e delle reti in nazionale ― Panama | Cronologia completa delle presenze e delle reti in nazionale ― Panama |
| Data                                                                  | Città                                                                 | In casa                                                               | Risultato                                                             | Ospiti                                                                | Competizione                                                          | Reti                                                                  | Note                                                                  |
| --------------------------------------------------------------------- | --------------------------------------------------------------------- | --------------------------------------------------------------------- | --------------------------------------------------------------------- | --------------------------------------------------------------------- | --------------------------------------------------------------------- | --------------------------------------------------------------------- | --------------------------------------------------------------------- |
| 29-6-2003                                                             | Panama                                                                | Panama                                                                | 1 – 0                                                                 | Cuba                                                                  | Amichevole                                                            | -                                                                     | 46’                                                                   |
| 16-3-2004                                                             | L'Avana                                                               | Cuba                                                                  | 1 – 1                                                                 | Panama                                                                | Amichevole                                                            | -1                                                                    |                                                                       |
| 18-3-2004                                                             | L'Avana                                                               | Cuba                                                                  | 0 – 3                                                                 | Panama                                                                | Amichevole                                                            | -                                                                     |                                                                       |
| 28-4-2004                                                             | Panama                                                                | Panama                                                                | 4 – 1                                                                 | Bermuda                                                               | Amichevole                                                            | -1                                                                    |                                                                       |
| 1-5-2004                                                              | Città del Guatemala                                                   | Guatemala                                                             | 1 – 2                                                                 | Panama                                                                | Amichevole                                                            | -1                                                                    |                                                                       |
| 23-7-2004                                                             | Panama                                                                | Panama                                                                | 1 – 1                                                                 | Guatemala                                                             | Amichevole                                                            | -1                                                                    |                                                                       |
| 4-9-2004                                                              | Kingston                                                              | Giamaica                                                              | 1 – 2                                                                 | Panama                                                                | Amichevole                                                            | -1                                                                    |                                                                       |
| 18-12-2004                                                            | Teheran                                                               | Iran                                                                  | 1 – 0                                                                 | Panama                                                                | Amichevole                                                            | -1                                                                    |                                                                       |
| 26-1-2005                                                             | Ambato                                                                | Ecuador                                                               | 2 – 0                                                                 | Panama                                                                | Amichevole                                                            | -2                                                                    | Ammonizione                                                           |
| 29-1-2005                                                             | Babahoyo                                                              | Ecuador                                                               | 2 – 0                                                                 | Panama                                                                | Amichevole                                                            | -2                                                                    |                                                                       |
| 23-2-2005                                                             | Città del Guatemala                                                   | Panama                                                                | 0 – 1                                                                 | Costa Rica                                                            | Coppa delle nazioni UNCAF 2005 - 1º turno                             | -1                                                                    |                                                                       |
| 26-3-2005                                                             | San Juan de Tibás                                                     | Costa Rica                                                            | 2 – 1                                                                 | Panama                                                                | Qual. Mondiali 2006                                                   | -2                                                                    |                                                                       |
| 30-3-2005                                                             | Panama                                                                | Panama                                                                | 1 – 1                                                                 | Messico                                                               | Qual. Mondiali 2006                                                   | -1                                                                    |                                                                       |
| 6-7-2005                                                              | Miami                                                                 | Panama                                                                | 1 – 0                                                                 | Colombia                                                              | Gold Cup 2005 - 1º turno                                              | -                                                                     | 67’                                                                   |
| 9-7-2005                                                              | Miami                                                                 | Panama                                                                | 2 – 2                                                                 | Trinidad e Tobago                                                     | Gold Cup 2005 - 1º turno                                              | -2                                                                    | 46’                                                                   |
| 12-7-2005                                                             | Miami                                                                 | Panama                                                                | 0 – 1                                                                 | Honduras                                                              | Gold Cup 2005 - 1º turno                                              | -1                                                                    |                                                                       |
| 17-7-2005                                                             | Houston                                                               | Sudafrica                                                             | 1 – 1 dts (3 – 5 dtr)                                                 | Panama                                                                | Gold Cup 2005 - Quarti di finale                                      | -1                                                                    |                                                                       |
| 21-7-2005                                                             | East Rutherford                                                       | Colombia                                                              | 2 – 3                                                                 | Panama                                                                | Gold Cup 2005 - Seminale                                              | -2                                                                    | 90+1’                                                                 |
| 24-7-2005                                                             | East Rutherford                                                       | Stati Uniti                                                           | 0 – 0 dts (3 – 1 dtr)                                                 | Panama                                                                | Gold Cup 2005 - Finale                                                | -                                                                     |                                                                       |
| 18-8-2005                                                             | Città del Guatemala                                                   | Guatemala                                                             | 2 – 1                                                                 | Panama                                                                | Qual. Mondiali 2006                                                   | -2                                                                    | 90’                                                                   |
| 3-9-2005                                                              | Panama                                                                | Panama                                                                | 1 – 3                                                                 | Costa Rica                                                            | Qual. Mondiali 2006                                                   | -3                                                                    |                                                                       |
| 7-9-2005                                                              | Città del Messico                                                     | Messico                                                               | 5 – 0                                                                 | Panama                                                                | Qual. Mondiali 2006                                                   | -5                                                                    |                                                                       |
| 8-10-2005                                                             | Panama                                                                | Panama                                                                | 0 – 1                                                                 | Trinidad e Tobago                                                     | Qual. Mondiali 2006                                                   | -1                                                                    |                                                                       |
| 12-10-2005                                                            | Washington                                                            | Stati Uniti                                                           | 2 – 0                                                                 | Panama                                                                | Qual. Mondiali 2006                                                   | -2                                                                    |                                                                       |
| 14-2-2007                                                             | San Salvador                                                          | Costa Rica                                                            | 1 – 0                                                                 | Panama                                                                | Coppa delle nazioni UNCAF 2007 - 1º turno                             | -1                                                                    |                                                                       |
| 19-2-2007                                                             | San Salvador                                                          | Costa Rica                                                            | 1 – 1 (4 – 1 dtr)                                                     | Panama                                                                | Coppa delle nazioni UNCAF 2007 - Finale                               | -1                                                                    |                                                                       |
| 8-6-2007                                                              | East Rutherford                                                       | Panama                                                                | 3 – 2                                                                 | Honduras                                                              | Gold Cup 2007 - 1º turno                                              | -2                                                                    |                                                                       |
| 10-6-2007                                                             | East Rutherford                                                       | Panama                                                                | 2 – 2                                                                 | Cuba                                                                  | Gold Cup 2007 - 1º turno                                              | -2                                                                    |                                                                       |
| 13-6-2007                                                             | Houston                                                               | Messico                                                               | 1 – 0                                                                 | Panama                                                                | Gold Cup 2007 - 1º turno                                              | -1                                                                    | 78’                                                                   |
| 16-6-2007                                                             | Foxborough                                                            | Stati Uniti                                                           | 2 – 1                                                                 | Panama                                                                | Gold Cup 2007 - Quarti di finale                                      | -2                                                                    |                                                                       |
| 22-8-2007                                                             | Panama                                                                | Panama                                                                | 2 – 1                                                                 | Guatemala                                                             | Amichevole                                                            | -1                                                                    | 46’                                                                   |
| 9-9-2007                                                              | Houston                                                               | Messico                                                               | 1 – 0                                                                 | Panama                                                                | Amichevole                                                            | -1                                                                    |                                                                       |
| 12-9-2007                                                             | Puerto La Cruz                                                        | Venezuela                                                             | 1 – 1                                                                 | Panama                                                                | Amichevole                                                            | -1                                                                    | 90+1’                                                                 |
| 14-10-2007                                                            | Tegucigalpa                                                           | Honduras                                                              | 1 – 0                                                                 | Panama                                                                | Amichevole                                                            | -1                                                                    |                                                                       |
| 21-11-2007                                                            | Panama                                                                | Panama                                                                | 1 – 1                                                                 | Costa Rica                                                            | Amichevole                                                            | -1                                                                    |                                                                       |
| 1-6-2008                                                              | Fort Lauderdale                                                       | Guatemala                                                             | 0 – 1                                                                 | Panama                                                                | Amichevole                                                            | -                                                                     |                                                                       |
| 4-6-2008                                                              | Fort Lauderdale                                                       | Canada                                                                | 2 – 2                                                                 | Panama                                                                | Amichevole                                                            | -2                                                                    |                                                                       |
| 7-6-2008                                                              | Valparaíso                                                            | Cile                                                                  | 0 – 0                                                                 | Panama                                                                | Amichevole                                                            | -                                                                     |                                                                       |
| 14-6-2008                                                             | Panama                                                                | Panama                                                                | 1 – 0                                                                 | El Salvador                                                           | Qual. Mondiali 2010                                                   | -                                                                     |                                                                       |
| 22-6-2008                                                             | San Salvador                                                          | El Salvador                                                           | 3 – 1                                                                 | Panama                                                                | Qual. Mondiali 2010                                                   | -3                                                                    |                                                                       |
| 20-8-2008                                                             | Santa Cruz de la Sierra                                               | Bolivia                                                               | 1 – 0                                                                 | Panama                                                                | Amichevole                                                            | -1                                                                    |                                                                       |
| 23-1-2009                                                             | Tegucigalpa                                                           | Costa Rica                                                            | 3 – 0                                                                 | Panama                                                                | Coppa delle nazioni UNCAF 2009 - 1º turno                             | -3                                                                    |                                                                       |
| 27-1-2009                                                             | Tegucigalpa                                                           | Panama                                                                | 1 – 0                                                                 | Guatemala                                                             | Coppa delle nazioni UNCAF 2009 - 1º turno                             | -                                                                     | 83’                                                                   |
| 30-1-2009                                                             | Tegucigalpa                                                           | Honduras                                                              | 0 – 1                                                                 | Panama                                                                | Coppa delle nazioni UNCAF 2009 - Semifinale                           | -                                                                     | 67’                                                                   |
| 1-2-2009                                                              | Tegucigalpa                                                           | Costa Rica                                                            | 0 – 0 (3 – 5 dtr)                                                     | Panama                                                                | Coppa delle nazioni UNCAF 2009 - Finale                               | -                                                                     |                                                                       |
| 20-5-2009                                                             | Santa Fe                                                              | Argentina                                                             | 3 – 1                                                                 | Panama                                                                | Amichevole                                                            | -3                                                                    |                                                                       |
| 28-6-2009                                                             | Cary                                                                  | Honduras                                                              | 2 – 0                                                                 | Panama                                                                | Amichevole                                                            | -2                                                                    | 46’                                                                   |
| 5-7-2009                                                              | Oakland                                                               | Panama                                                                | 1 – 2                                                                 | Guadalupa                                                             | Gold Cup 2009 - 1º turno                                              | -2                                                                    |                                                                       |
| 9-7-2009                                                              | Houston                                                               | Messico                                                               | 1 – 1                                                                 | Panama                                                                | Gold Cup 2009 - 1º turno                                              | -1                                                                    |                                                                       |
| 12-7-2009                                                             | Seattle                                                               | Panama                                                                | 4 – 0                                                                 | Nicaragua                                                             | Gold Cup 2009 - 1º turno                                              | -                                                                     |                                                                       |
| 18-7-2009                                                             | Filadelfia                                                            | Stati Uniti                                                           | 2 – 1 dts                                                             | Panama                                                                | Gold Cup 2009 - Quarti di finale                                      | -2                                                                    |                                                                       |
| 3-3-2010                                                              | Barquisimeto                                                          | Venezuela                                                             | 1 – 2                                                                 | Panama                                                                | Amichevole                                                            | -1                                                                    |                                                                       |
| 11-8-2010                                                             | Panama                                                                | Panama                                                                | 3 – 1                                                                 | Venezuela                                                             | Amichevole                                                            | -1                                                                    |                                                                       |
| 3-9-2010                                                              | Panama                                                                | Panama                                                                | 2 – 2                                                                 | Costa Rica                                                            | Amichevole                                                            | -2                                                                    |                                                                       |
| 17-11-2010                                                            | Panama                                                                | Panama                                                                | 2 – 0                                                                 | Honduras                                                              | Amichevole                                                            | -                                                                     |                                                                       |
| 14-1-2011                                                             | Panama                                                                | Panama                                                                | 2 – 0                                                                 | Belize                                                                | Coppa centroamericana 2011 - 1º turno                                 | -                                                                     |                                                                       |
| 16-1-2011                                                             | Panama                                                                | Panama                                                                | 2 – 0                                                                 | Nicaragua                                                             | Coppa centroamericana 2011 - 1º turno                                 | -                                                                     | 83’                                                                   |
| 22-1-2011                                                             | Panama                                                                | Panama                                                                | 1 – 1 dts (2 – 4 dtr)                                                 | Costa Rica                                                            | Coppa centroamericana 2011 - Semifinale                               | -1                                                                    |                                                                       |
| 24-1-2011                                                             | Panama                                                                | Panama                                                                | 0 – 0 dts (5 – 4 dtr)                                                 | El Salvador                                                           | Coppa centroamericana 2011 - Finale 3º posto                          | -                                                                     |                                                                       |
| 8-2-2011                                                              | Moquegua                                                              | Perù                                                                  | 1 – 0                                                                 | Panama                                                                | Amichevole                                                            | -1                                                                    |                                                                       |
| 25-3-2011                                                             | Panama                                                                | Panama                                                                | 2 – 0                                                                 | Bolivia                                                               | Amichevole                                                            | -                                                                     |                                                                       |
| 29-3-2011                                                             | L'Avana                                                               | Cuba                                                                  | 0 – 2                                                                 | Panama                                                                | Amichevole                                                            | -                                                                     |                                                                       |
| 29-5-2011                                                             | Panama                                                                | Panama                                                                | 2 – 0                                                                 | Grenada                                                               | Amichevole                                                            | -                                                                     |                                                                       |
| 8-6-2011                                                              | Detroit                                                               | Panama                                                                | 3 – 2                                                                 | Guadalupa                                                             | Gold Cup 2011 - 1º turno                                              | -2                                                                    |                                                                       |
| 12-6-2011                                                             | Houston                                                               | Stati Uniti                                                           | 1 – 2                                                                 | Panama                                                                | Gold Cup 2011 - 1º turno                                              | -1                                                                    | 90’                                                                   |
| 20-6-2011                                                             | Panama                                                                | Panama                                                                | 1 – 1 dts (5 – 3 dtr)                                                 | El Salvador                                                           | Gold Cup 2011 - Quarti di finale                                      | -1                                                                    |                                                                       |
| 22-6-2011                                                             | Houston                                                               | Stati Uniti                                                           | 1 – 0                                                                 | Panama                                                                | Gold Cup 2011 - Semifinale                                            | -1                                                                    |                                                                       |
| 7-9-2011                                                              | Managua                                                               | Nicaragua                                                             | 1 – 2                                                                 | Panama                                                                | Qual. Mondiali 2014                                                   | -1                                                                    |                                                                       |
| 8-10-2011                                                             | Roseau                                                                | Dominica                                                              | 0 – 5                                                                 | Panama                                                                | Qual. Mondiali 2014                                                   | -                                                                     |                                                                       |
| 12-10-2011                                                            | Panama                                                                | Panama                                                                | 5 – 1                                                                 | Nicaragua                                                             | Qual. Mondiali 2014                                                   | -1                                                                    |                                                                       |
| 12-11-2011                                                            | Panama                                                                | Panama                                                                | 2 – 0                                                                 | Costa Rica                                                            | Amichevole                                                            | -                                                                     |                                                                       |
| 27-5-2012                                                             | Kingston                                                              | Giamaica                                                              | 0 – 1                                                                 | Panama                                                                | Amichevole                                                            | -                                                                     |                                                                       |
| 1-6-2012                                                              | Panama                                                                | Panama                                                                | 2 – 1                                                                 | Giamaica                                                              | Amichevole                                                            | -1                                                                    |                                                                       |
| 8-6-2012                                                              | San Pedro Sula                                                        | Honduras                                                              | 0 – 2                                                                 | Panama                                                                | Qual. Mondiali 2014                                                   | -                                                                     |                                                                       |
| 12-6-2012                                                             | Panama                                                                | Panama                                                                | 1 – 0                                                                 | Cuba                                                                  | Qual. Mondiali 2014                                                   | -                                                                     |                                                                       |
| 15-8-2012                                                             | Loulé                                                                 | Portogallo                                                            | 2 – 0                                                                 | Panama                                                                | Amichevole                                                            | -2                                                                    |                                                                       |
| 7-9-2012                                                              | Toronto                                                               | Canada                                                                | 1 – 0                                                                 | Panama                                                                | Qual. Mondiali 2014                                                   | -1                                                                    |                                                                       |
| 12-9-2012                                                             | Panama                                                                | Panama                                                                | 2 – 0                                                                 | Canada                                                                | Qual. Mondiali 2014                                                   | -                                                                     |                                                                       |
| 13-10-2012                                                            | Panama                                                                | Panama                                                                | 0 – 0                                                                 | Honduras                                                              | Qual. Mondiali 2014                                                   | -                                                                     |                                                                       |
| 17-10-2012                                                            | L'Avana                                                               | Cuba                                                                  | 1 – 1                                                                 | Panama                                                                | Qual. Mondiali 2014                                                   | -1                                                                    |                                                                       |
| 14-11-2012                                                            | Panama                                                                | Panama                                                                | 1 – 5                                                                 | Spagna                                                                | Amichevole                                                            | -1                                                                    |                                                                       |
| 20-1-2013                                                             | San José                                                              | Panama                                                                | 0 – 0                                                                 | El Salvador                                                           | Coppa delle nazioni UNCAF 2013                                        | -                                                                     |                                                                       |
| 22-1-2013                                                             | San José                                                              | Panama                                                                | 1 – 1                                                                 | Honduras                                                              | Coppa delle nazioni UNCAF 2013                                        | -1                                                                    |                                                                       |
| 25-1-2013                                                             | San José                                                              | Panama                                                                | 3 – 1                                                                 | Guatemala                                                             | Coppa delle nazioni UNCAF 2013                                        | -1                                                                    | 87’                                                                   |
| 7-2-2013                                                              | Panama                                                                | Panama                                                                | 2 – 2                                                                 | Costa Rica                                                            | Qual. Mondiali 2014                                                   | -2                                                                    |                                                                       |
| 7-6-2013                                                              | Panama                                                                | Panama                                                                | 0 – 0                                                                 | Messico                                                               | Qual. Mondiali 2014                                                   | -                                                                     |                                                                       |
| 11-6-2013                                                             | Seattle                                                               | Stati Uniti                                                           | 2 – 0                                                                 | Panama                                                                | Qual. Mondiali 2014                                                   | -2                                                                    |                                                                       |
| 18-6-2013                                                             | San José                                                              | Costa Rica                                                            | 2 – 0                                                                 | Panama                                                                | Qual. Mondiali 2014                                                   | -2                                                                    |                                                                       |
| 7-7-2013                                                              | Pasadena                                                              | Panama                                                                | 2 – 1                                                                 | Messico                                                               | Gold Cup 2013 - 1º Turno                                              | -1                                                                    |                                                                       |
| 11-7-2013                                                             | Seattle                                                               | Panama                                                                | 1 – 0                                                                 | Martinica                                                             | Gold Cup 2013 - 1º Turno                                              | -                                                                     |                                                                       |
| 20-7-2013                                                             | Atlanta                                                               | Panama                                                                | 6 – 1                                                                 | Cuba                                                                  | Gold Cup 2013 - Quarti                                                | -1                                                                    |                                                                       |
| 24-7-2013                                                             | Arlington                                                             | Panama                                                                | 2 – 1                                                                 | Messico                                                               | Gold Cup 2013 - Semifinale                                            | -1                                                                    |                                                                       |
| 28-7-2013                                                             | Chicago                                                               | Stati Uniti                                                           | 1 – 0                                                                 | Panama                                                                | Gold Cup 2013 - Finale                                                | -1                                                                    |                                                                       |
| 7-9-2013                                                              | Panama                                                                | Panama                                                                | 0 – 0                                                                 | Giamaica                                                              | Qual. Mondiali 2014                                                   | -                                                                     |                                                                       |
| 11-9-2013                                                             | Tegucigalpa                                                           | Honduras                                                              | 2 – 2                                                                 | Panama                                                                | Qual. Mondiali 2014                                                   | -2                                                                    |                                                                       |
| 11-10-2013                                                            | Città del Messico                                                     | Messico                                                               | 2 – 1                                                                 | Panama                                                                | Qual. Mondiali 2014                                                   | -2                                                                    |                                                                       |
| 16-10-2013                                                            | Panama                                                                | Panama                                                                | 2 – 3                                                                 | Stati Uniti                                                           | Qual. Mondiali 2014                                                   | -3                                                                    |                                                                       |
| 7-9-2014                                                              | Dallas                                                                | Costa Rica                                                            | 2 – 2                                                                 | Panama                                                                | Coppa centroamericana 2014 - 1º turno                                 | -2                                                                    |                                                                       |
| 11-9-2014                                                             | Houston                                                               | Nicaragua                                                             | 0 – 2                                                                 | Panama                                                                | Coppa centroamericana 2014 - 1º turno                                 | -                                                                     |                                                                       |
| 14-9-2014                                                             | Los Angeles                                                           | El Salvador                                                           | 0 – 1                                                                 | Panama                                                                | Coppa centroamericana 2014 - Finale 3º posto                          | -                                                                     | [ 14 ]                                                                |
| 8-2-2015                                                              | Carson                                                                | Stati Uniti                                                           | 2 – 0                                                                 | Panama                                                                | Amichevole                                                            | -2                                                                    | cap.                                                                  |
| 27-3-2015                                                             | Port of Spain                                                         | Trinidad e Tobago                                                     | 0 – 1                                                                 | Panama                                                                | Amichevole                                                            | -                                                                     |                                                                       |
| 1-4-2015                                                              | Panama                                                                | Panama                                                                | 2 – 1                                                                 | Costa Rica                                                            | Amichevole                                                            | -1                                                                    |                                                                       |
| 4-6-2015                                                              | Panama                                                                | Panama                                                                | 1 – 1                                                                 | Ecuador                                                               | Amichevole                                                            | -1                                                                    |                                                                       |
| 6-6-2015                                                              | Guayaquil                                                             | Ecuador                                                               | 4 – 0                                                                 | Panama                                                                | Amichevole                                                            | -4                                                                    |                                                                       |
| 8-7-2015                                                              | Frisco                                                                | Panama                                                                | 1 – 1                                                                 | Haiti                                                                 | Gold Cup 2015 - 1º turno                                              | -1                                                                    |                                                                       |
| 11-7-2015                                                             | Foxborough                                                            | Honduras                                                              | 1 – 1                                                                 | Panama                                                                | Gold Cup 2015 - 1º turno                                              | -1                                                                    | 90+2’                                                                 |
| 13-7-2015                                                             | Kansas City                                                           | Stati Uniti                                                           | 1 – 1                                                                 | Panama                                                                | Gold Cup 2015 - 1º turno                                              | -1                                                                    |                                                                       |
| 19-7-2015                                                             | East Rutherford                                                       | Trinidad e Tobago                                                     | 1 – 1 dts (5 - 6 dtr)                                                 | Panama                                                                | Gold Cup 2015 - Quarti                                                | -1                                                                    | 45+2’                                                                 |
| 23-7-2015                                                             | Atlanta                                                               | Panama                                                                | 1 – 2 dts                                                             | Messico                                                               | Gold Cup 2015 - Semifinale                                            | -2                                                                    |                                                                       |
| 9-10-2015                                                             | Panama                                                                | Panama                                                                | 1 – 2                                                                 | Trinidad e Tobago                                                     | Amichevole                                                            | -1                                                                    | 46’                                                                   |
| 14-10-2015                                                            | Toluca                                                                | Messico                                                               | 1 – 0                                                                 | Panama                                                                | Amichevole                                                            | -1                                                                    | 46’                                                                   |
| 18-11-2015                                                            | Panama                                                                | Panama                                                                | 1 – 2                                                                 | Costa Rica                                                            | Qual. Mondiali 2018                                                   | -2                                                                    |                                                                       |
| 9-1-2016                                                              | Panama                                                                | Panama                                                                | 4 – 0                                                                 | Cuba                                                                  | Play-off Copa América Centenario                                      | -                                                                     |                                                                       |
| 26-3-2016                                                             | Port-au-Prince                                                        | Haiti                                                                 | 0 – 0                                                                 | Panama                                                                | Qual. Mondiali 2018                                                   | -                                                                     |                                                                       |
| 29-3-2016                                                             | Panama                                                                | Panama                                                                | 1 – 0                                                                 | Haiti                                                                 | Qual. Mondiali 2018                                                   | -                                                                     |                                                                       |
| 24-5-2016                                                             | Panama                                                                | Panama                                                                | 0 – 0                                                                 | Venezuela                                                             | Amichevole                                                            | -                                                                     | 46’                                                                   |
| 29-5-2016                                                             | Commerce City                                                         | Panama                                                                | 0 – 2                                                                 | Brasile                                                               | Amichevole                                                            | -2                                                                    |                                                                       |
| 7-6-2016                                                              | Orlando                                                               | Panama                                                                | 2 – 1                                                                 | Bolivia                                                               | Coppa America Centenario - 1º turno                                   | -1                                                                    |                                                                       |
| 11-6-2016                                                             | Chicago                                                               | Argentina                                                             | 5 – 0                                                                 | Panama                                                                | Coppa America Centenario - 1º turno                                   | -5                                                                    |                                                                       |
| 15-6-2016                                                             | Filadelfia                                                            | Cile                                                                  | 4 – 2                                                                 | Panama                                                                | Coppa America Centenario - 1º turno                                   | -4                                                                    |                                                                       |
| 3-9-2016                                                              | Panama                                                                | Panama                                                                | 2 – 0                                                                 | Giamaica                                                              | Qual. Mondiali 2018                                                   | -                                                                     |                                                                       |
| 10-11-2016                                                            | San Pedro Sula                                                        | Honduras                                                              | 0 – 1                                                                 | Panama                                                                | Qual. Mondiali 2018                                                   | -                                                                     |                                                                       |
| 15-11-2016                                                            | Panama                                                                | Panama                                                                | 0 – 0                                                                 | Messico                                                               | Qual. Mondiali 2018                                                   | -                                                                     |                                                                       |
| 25-3-2017                                                             | Port of Spain                                                         | Trinidad e Tobago                                                     | 1 – 0                                                                 | Panama                                                                | Qual. Mondiali 2018                                                   | -1                                                                    |                                                                       |
| 29-3-2017                                                             | Panama                                                                | Panama                                                                | 1 – 1                                                                 | Stati Uniti                                                           | Qual. Mondiali 2018                                                   | -1                                                                    |                                                                       |
| 9-6-2017                                                              | San José                                                              | Costa Rica                                                            | 0 – 0                                                                 | Panama                                                                | Qual. Mondiali 2018                                                   | -                                                                     |                                                                       |
| 14-6-2017                                                             | Panama                                                                | Panama                                                                | 2 – 2                                                                 | Honduras                                                              | Qual. Mondiali 2018                                                   | -2                                                                    |                                                                       |
| 6-10-2017                                                             | Orlando                                                               | Stati Uniti                                                           | 4 – 0                                                                 | Panama                                                                | Qual. Mondiali 2018                                                   | -4                                                                    |                                                                       |
| 10-10-2017                                                            | Panama                                                                | Panama                                                                | 2 – 1                                                                 | Costa Rica                                                            | Qual. Mondiali 2018                                                   | -1                                                                    |                                                                       |
| 14-11-2017                                                            | Cardiff                                                               | Galles                                                                | 1 – 1                                                                 | Panama                                                                | Amichevole                                                            | -1                                                                    |                                                                       |
| 22-3-2018                                                             | Brøndby                                                               | Danimarca                                                             | 1 – 0                                                                 | Panama                                                                | Amichevole                                                            | -1                                                                    |                                                                       |
| 27-3-2018                                                             | Basilea                                                               | Svizzera                                                              | 6 – 0                                                                 | Panama                                                                | Amichevole                                                            | -6                                                                    |                                                                       |
| 6-6-2018                                                              | Oslo                                                                  | Norvegia                                                              | 1 – 0                                                                 | Panama                                                                | Amichevole                                                            | -1                                                                    |                                                                       |
| 18-6-2018                                                             | Soči                                                                  | Belgio                                                                | 3 – 0                                                                 | Panama                                                                | Mondiali 2018 - 1º turno                                              | -3                                                                    |                                                                       |
| 24-6-2018                                                             | Nižnij Novgorod                                                       | Inghilterra                                                           | 6 – 1                                                                 | Panama                                                                | Mondiali 2018 - 1º turno                                              | -6                                                                    |                                                                       |
| 28-6-2018                                                             | Saransk                                                               | Panama                                                                | 1 – 2                                                                 | Tunisia                                                               | Mondiali 2018 - 1º turno                                              | -2                                                                    |                                                                       |
| Totale                                                                |                                                                       | Presenze (4º posto)                                                   | 137                                                                   |                                                                       | Reti                                                                  | -165                                                                  |                                                                       |

## Palmarès

### Club

#### Competizioni nazionali
- Coppa di lega rumena: 1

Dinamo Bucarest: 2016-2017

### Individuale
- Miglior portiere CONCACAF Gold Cup:1

2013